# Bernhard Valke (Domherr)
Bernhard Valke (* im 14. Jahrhundert; † im 15. Jahrhundert) war Domherr in Münster.

## Leben
Bernhard Valke entstammte der münsterländischen ritterbürtigen Familie Valcke, deren Sitz der Falkenhof in Rheine war. Er war der Sohn des Bernhard Valke zu Rockel (1335–1398) und dessen Gemahlin Wibbeke von Keppel (1350–1377). Sie war Erbtochter, so dass das Haus Weersche in den Besitz der Familie Valke kam. Im Jahre 1429 erhielt er eine münstersche Dompräbende. Er war im Besitz des Archidiakonats Eibergen und auch Verwalter des Kammeramtes von Friesland. Anfang des 14. Jahrhunderts hatten sich fünf Kirchspiele nahe Groningen unter den Schutz des Bischofs von Münster gestellt, so dass die friesischen Gebiete zum Verwaltungsbereich des Bistums Münster gehörten.
Sein Bruder Johannes war in den Jahren 1406 bis 1433 Domherr in Münster.